# Parque vía
Parque vía (Parque vía) è un film del 2008 diretto da Enrique Rivero.

## Riconoscimenti
- 2008 - Locarno Festival
  - Pardo d'oro